# Kim Min-seok (Eisschnellläufer)
Kim Min-seok (Koreanisch:김민석, 金民錫; * 14. Juni 1999 in Anyang) ist ein südkoreanischer Eisschnellläufer.

## Werdegang
Kim hatte seinen ersten internationalen Erfolg bei den Juniorenweltmeisterschaften 2014 in Bjugn. Dort gewann er die Goldmedaille in der Teamverfolgung. Im folgenden Jahr holte er bei den Juniorenweltmeisterschaften in Warschau jeweils die Silbermedaille über 1500 m, in der Teamverfolgung und im Mehrkampf und die Goldmedaille im Teamsprint. Im November 2014 startete er in Obihiro erstmals im Weltcup und belegte dabei in der Division B den vierten Platz über 1500 m. In den Jahren 2015 und 2016 wurde er südkoreanischer Meister jeweils über 1500 m. Bei den Olympischen Jugend-Winterspielen 2016 in Lillehammer gewann er über 1500 m und im Massenstart jeweils die Goldmedaille. Im März 2016 erlief er bei den Juniorenweltmeisterschaften in Changchun jeweils die Silbermedaille über 1000 m, 5000 m und im Mehrkampf und jeweils die Goldmedaille über 1500 m, in der Teamverfolgung und im Massenstart. In der Saison 2016/17 erreichte er mit Platz drei in der Teamverfolgung in Harbin und Rang in der Teamverfolgung in Nagano seine ersten Podestplatzierungen im Weltcup. Im Februar 2017 gewann er bei den Winter-Asienspielen in Obihiro Bronze im Massenstart und jeweils Gold über 1500 m und in der Teamverfolgung. Bei den Einzelstreckenweltmeisterschaften in Gangwon kam er auf den 21. Platz im Massenstart und auf den fünften Rang über 1500 m. Zu Beginn der Saison 2017/18 holte er in der Teamverfolgung in Heerenveen seinen ersten Weltcupsieg. Beim Saisonhöhepunkt, den Olympischen Winterspielen 2018 in Pyeongchang, gewann er die Bronzemedaille über 1500 m und Silber in der Teamverfolgung. Im März 2018 holte er bei den Juniorenweltmeisterschaften in Salt Lake City über 1500 m die Bronzemedaille und in der Teamverfolgung im Teamsprint jeweils die Goldmedaille.
In der Saison 2018/19 erreichte Kim mit zwei dritten Plätzen in Tomaszów Mazowiecki und in Hamar je über 1500 m den zweiten Platz im Gesamtweltcup über 1500 m. Bei den Einzelstreckenweltmeisterschaften 2019 in Inzell lief er auf den 20. Platz über 1500 m und auf den siebten Rang in der Teamverfolgung. Im Februar 2020 gewann er die Goldmedaille über 1500 m bei den Vier-Kontinente-Meisterschaften in Milwaukee. Bei den Olympischen Winterspielen 2022 in Peking holte er wie vier Jahre zuvor in Pyeongchang Bronze im 1500-Meter-Rennen. Weil er unter Alkoholeinfluss einen Autounfall verursacht hatte, schloss der koreanische Eislaufverband Kim im August 2022 für anderthalb Jahre von allen Wettkämpfen aus.

## Persönliche Bestzeiten
- 500 m: 35,30 s (aufgestellt am 26. Januar 2025 in Calgary)
- 1000 m: 1:07,64 min. (aufgestellt am 25. Januar 2025 in Calgary)
- 1500 m: 1:42,54 min. (aufgestellt am 10. März 2019 in Salt Lake City)
- 3000 m: 3:42,18 min. (aufgestellt am 16. September 2017 in Calgary)
- 5000 m: 6:19,79 min. (aufgestellt am 22. September 2017 in Calgary)
- 10000 m: 14:05,75 min. (aufgestellt am 12. Januar 2025 in Heerenveen)

## Teilnahmen an Weltmeisterschaften und Olympischen Winterspielen

### Olympische Spiele
- 2018 Pyeongchang: 2. Platz Teamverfolgung, 3. Platz 1500 m
- 2022 Peking: 3. Platz 1500 m, 6. Platz Teamverfolgung, 24. Platz 1000 m

### Einzelstrecken-Weltmeisterschaften
- 2017 Gangwon: 5. Platz 1500 m, 21. Platz Massenstart
- 2019 Inzell: 7. Platz Teamverfolgung, 20. Platz 1500 m
- 2020 Salt Lake City: 15. Platz 1500 m

## Weltcupsiege

### Weltcupsiege im Einzel
| Nr. | Datum             | Ort                 | Disziplin |
| --- | ----------------- | ------------------- | --------- |
| 1.  | 13. November 2021 | Tomaszów Mazowiecki | 1500 m    |

### Weltcupsiege im Team
| Nr. | Datum             | Ort        | Disziplin        |
| --- | ----------------- | ---------- | ---------------- |
| 1.  | 10. November 2017 | Heerenveen | Teamverfolgung 1 |